# ديفيد كامبل (سياسي كندي)
ديفيد كامبل هو سياسي كندي، ولد في 1870، وتوفي في 25 أغسطس 1932.